# Шевченко, Станислав Алексеевич
Станислав Алексеевич Шевченко (род. 23 мая 1947, Грабов Ичнянского района Черниговской области) — украинский поэт, журналист, переводчик. Председатель творческого объединения поэтов Киевской организации НСПУ, автор и ведущий передач Национальной радиокомпании Украины. Заслуженный деятель искусств Украины, заслуженный деятель польской культуры.

## Биография
Школьное образование получал в Грабове и в пгт Малая Девица.
Окончил факультет кибернетики Киевского государственного университета им. Т. Г. Шевченко в 1970 году.

## Карьера
- 1973—1980 — инженер-программист, заведующий сектором в Институте Госавтотрансниипроект;
- 1981—1986 — редактор киностудии научно-популярных фильмов;
- 1986—1992 — референт Киевской организации Союза писателей Украины;
- 1993—1994 — редактор Национальной киноматики Украины
- ведущий программ (с 1994) ТПО «Луч» Национальной радиокомпании Украины.

Является членом:
- Национального союза писателей Украины (1988)
- Украинского фонда культуры (1997)
- Национального союза журналистов Украины (1998)
- Национального союза кинематографистов Украины (2003)

## Работы
Является автором:
- поэтических сборников «Середина реки», «Вера и сомнение», «Октавы любви», «Дума кипариса», «Сострадание», «Близкое и недосягаемое», «Закон сохранения любви», «небесные Цветы земной любви», «Под созвездием пасеки» (Пивовары: 2011, Украинская идея), «Дом для души» (Киев: Украинский писатель, 2012).
- сборники стихов для детей «Буду казаком»
- книги юмора «Идите в баню»
- сборников песен (соавтор В. М. Турченко)
- около 20 сценариев учебных, документальных и познавательных фильмов.

Является переводчиком и составителем:
- двуязычных изданий польской поэзии:
  - «Потому что они сущие» (антология современной польской поэзии, 1 и 2 издание)
  - «Чеслав Милош. Избранные произведения»,
  - «Кароль Войтыла — человек, пастырь, поэт»
  - «Вислава Шимборска. Под одной звездой»
  - «Вацлав Бурила. Между словом и молчанием»
- книги стихов «Кароль Войтыла. Гребя в небо»
- произведений Д. Костевича.

Радиожурналист, ведущий программы:
- еженедельную авторскую передачу, посвященную польской поэзии и культуре «Дорогой навстречу».
- «Звездный час»
- «Слова и голоса»
- «Золотые пропорции поэзии»

Поэтические книги Станислава Шевченко выходили в переводах:
- на польском: «Летний дождь» и «Сон о первой любви»,
- на русском языке: «Крымская роза ветров».

## Награды
- Почетная награда Украинского фонда культуры «За подвижничество в культуре» (1997)
- Лауреат литературно-художественной премии им. И.Нечуя-Левицкого (1998),
- Заслуженный деятель искусств Украины (2002),
- Лауреат литературной премии им. М.Рыльского (2003);
- Заслуженный деятель польской культуры (2004);
- Лауреат Международной литературной премии им. Ивана Кошелевца (за 2004 год);
- Лауреат областной премии имени Михаила Коцюбинского за книгу «Под созвездием Пасеки», «Дом для души» (2012) ;
- Лауреат литературно-художественной премии имени Олексы Стороженко (2013).